# Atmosfera estel·lar

Foto presa durant l'eclipsi solar del 1999

L'atmosfera estel·lar és la regió exterior del volum d'un estel i es troba per sobre del nucli solar, la zona de radiació i la zona de convecció. Es divideix en diverses regions amb diferents trets cadascuna:
La fotosfera, que és la part més baixa i freda de l'atmosfera estel·lar és la part que podem veure. La llum que s'escapa de la superfície de l'estrella ve d'aquesta regió i travessa les capes superiors. La fotosfera del Sol té una temperatura entre 5.770 K i 5.780 K. Les taques solars, regions fredes amb distorsions del camp magnètic, es troben a la fotosfera.
La cromosfera es troba per sobre de la fotosfera. Aquesta part de l'atmosfera comença refredant-se però després s'escalfa fins a assolir una temperatura deu vegades superior a la de la fotosfera.
Per sobre de la cromosfera, hi ha la regió de transició, on la temperatura augmenta ràpidament en només uns cent quilòmetres. Més enllà d'aquesta regió, hi ha la part exterior de l'atmosfera estel·lar, la corona, un plasma tènue però extremament calent (més d'un milió de kèlvins). Mentre que totes les estrelles de seqüència principal posseeixen una regió de transició i una corona, no tots els estels en tenen. Sembla que només alguns gegants i supergegants tenen corones. Un enigma encara sense resoldre en l'astrofísica estel·lar és el procés que fa que la corona es trobi a temperatures tan altes. La resposta concerneix els camps magnètics, però no se'n coneix el mecanisme exacte.
Durant un eclipsi solar total, la fotosfera del Sol queda oculta, revelant les altres capes de l'atmosfera. En aquestes condicions, la cromosfera apareix com un anell vermellós, i la corona sembla una aura. El mateix fenomen en binaris eclipsants pot fer visible la cromosfera d'estrelles gegants.